# MIG : Menace imminente de guerre
Pour plus de détails, voir Fiche technique et Distribution.
MIG : Menace imminente de guerre (Steal the Sky) est un téléfilm américain de John D. Hancock diffusé en 1988.

## Fiche technique
- Titre original : Steal the Sky
- Titre français : MIG : Menace imminente de guerre
- Réalisation : John D. Hancock
- Scénario : Christopher Wood et Dorothy Tristan
- Photographie : Misha Suslov
- Montage : Dennis M. O'Connor et Jon Poll
- Musique : Yanni
- Production : Yoram Ben-Ami
- Société de production : HBO Pictures
- Société de distribution : Home Box Office
- Pays d'origine :  États-Unis
- Langue : Anglais
- Format : couleur - 35 mm - 1,33:1 - son mono
- Genre : Film d'action
- Durée : 105 minutes (1h45)
- Dates de première diffusion : 
  - États-Unis : 28 août 1988
  - France : ?

## Distribution
- Mariel Hemingway : Helen Mason
- Ben Cross : Mounir Redfa
- Sasson Gabai : Kamel Djern
- Etti Ankri : Fara
- Nicolas Surovy : David Mason
- Ronald Guttman : Mohammed Khader
- Mark Rolston : le colonel Bukharine
- Sam Gray : le général Curt
- Andreas Katsulas : le colonel Gemayel
- Michael Shillo : le général Tal
- Tamara Triffez : Chantal
- Reuven Bar Yotam : Dr Taupe
- Ronald Guttman : Mohammed Khader
- Yossi Shiloa : Aziz
- Faim Saadi as Anwar
- Maria Cavaiana : Nadi
- Ilhan Zehavi : Marcel
- Tikva Aziz : Lila
- Victor Ken : Yusef
- Uri Gavriel : Akmed
- Ted Kasanov : le président Abdel Salam Aref
- Rikva Bachar : la servante
- Motti Levy : le contrôleur de billets
- Gabi Amrani : le propriétaire d'une station-service
- Chaim Banai : le chauffeur de camionnette
- Ilan Kernerman : le serveur
- Abir Haddad : l'hôtesse de l'air
- Elvira de Masi : la chanteuse dans un restaurant
- Naffi Salach : le leader kurde
- Yoram Ben-Ami : l'agent du Mossad